# Casa de Correos y Telégrafos (Malaga)
Casa de Correos y Telégrafos, původně pošta (do roku 1986), je objekt v Ensanche Centro v Malaze, kde nyní sídlí rektorát místní univerzity. Byl postaven v letech 1916 až 1929 podle projektu architekta Teodora de Anasagasti. Jeho styl je neomudéjarskou směsicí národních a regionálních prvků. Původní podlahová plocha byla 3 292 m2 (suterén a tři nadzemní podlaží). Pod budovou se nacházejí zbytky fénického osídlení. Pro potřeby univerzity byl zrekonstruován roku 1993 architekty Rafaelem Roldánem Mateem a Álvarem Gómezem Pérezem.